# Bronchialarterie
Bronchialarterien sind Arterien des Körperkreislaufes, welche der Versorgung der Bronchien und des Lungenparenchyms und -bindegewebes mit Nährstoffen sowie Sauerstoff dienen und daher die Vasa privata der Lunge darstellen.
Die linken Bronchialarterien entspringen üblicherweise aus der Aorta thoracica, während die rechten Bronchialarterien mehrheitlich aus dem Truncus intercostobronchialis entspringen. Es bestehen Anastomosen mit Ästen der Lungenarterien.
Die Abführung des meisten Blutes aus der Lunge geschieht über die Lungenvenen, nicht über die Bronchialvenen.
Bronchialarterien sind nicht zu verwechseln mit den Lungenarterien, welche im Lungenkreislauf das sauerstoffarme Blut der rechten Herzkammer zu den Lungenbläschen transportieren und damit der äußeren Atmung dienen.